# Salvia dorrii
Salvia dorrii är en kransblommig växtart som först beskrevs av Albert Kellogg, och fick sitt nu gällande namn av LeRoy Abrams. Salvia dorrii ingår i släktet salvior, och familjen kransblommiga växter.

## Underarter
Arten delas in i följande underarter:
- S. d. dorrii
- S. d. mearnsii

## Bildgalleri

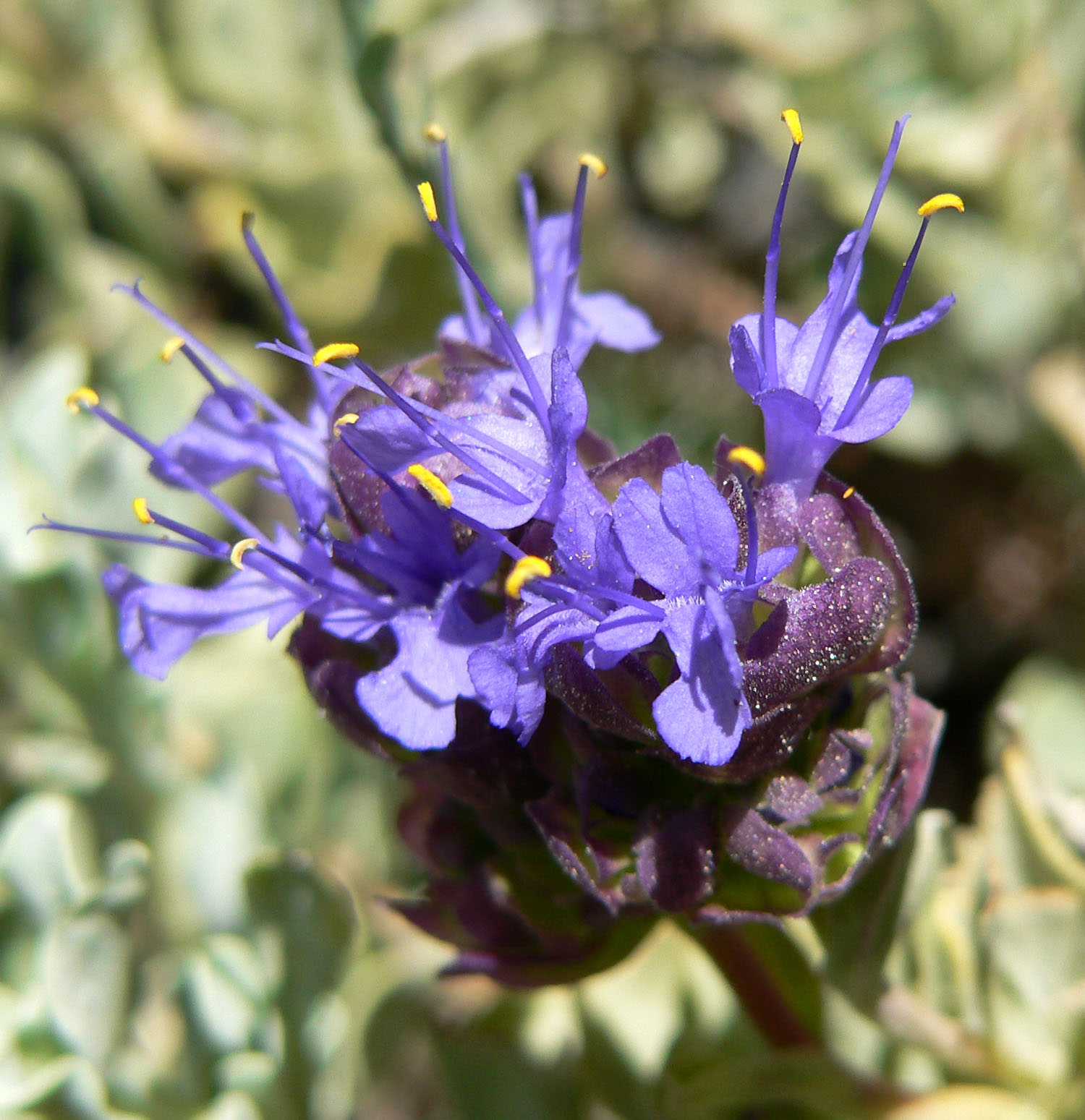
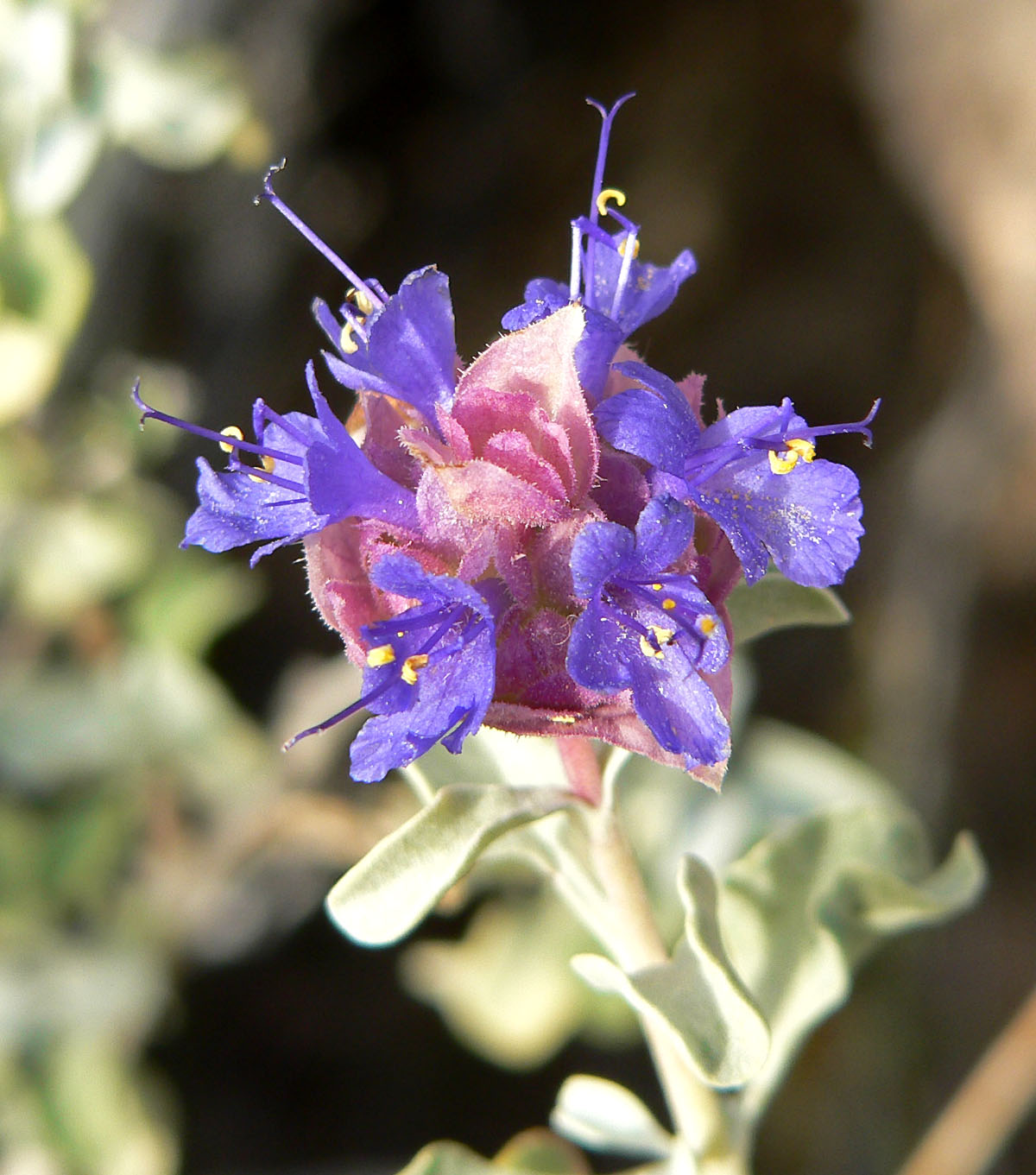
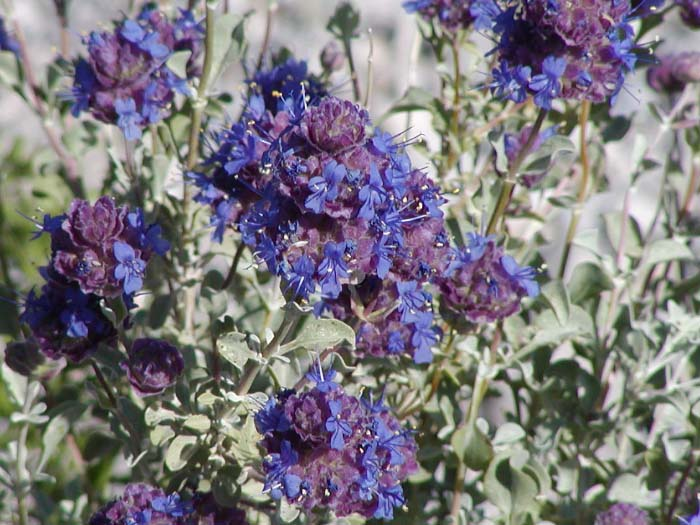
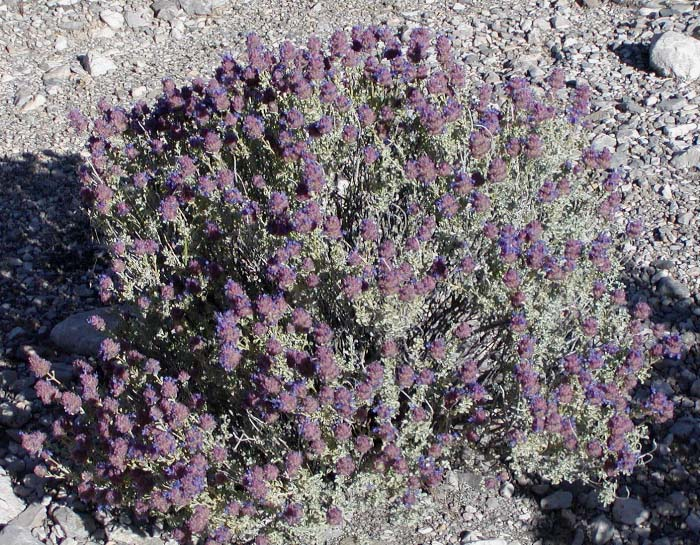
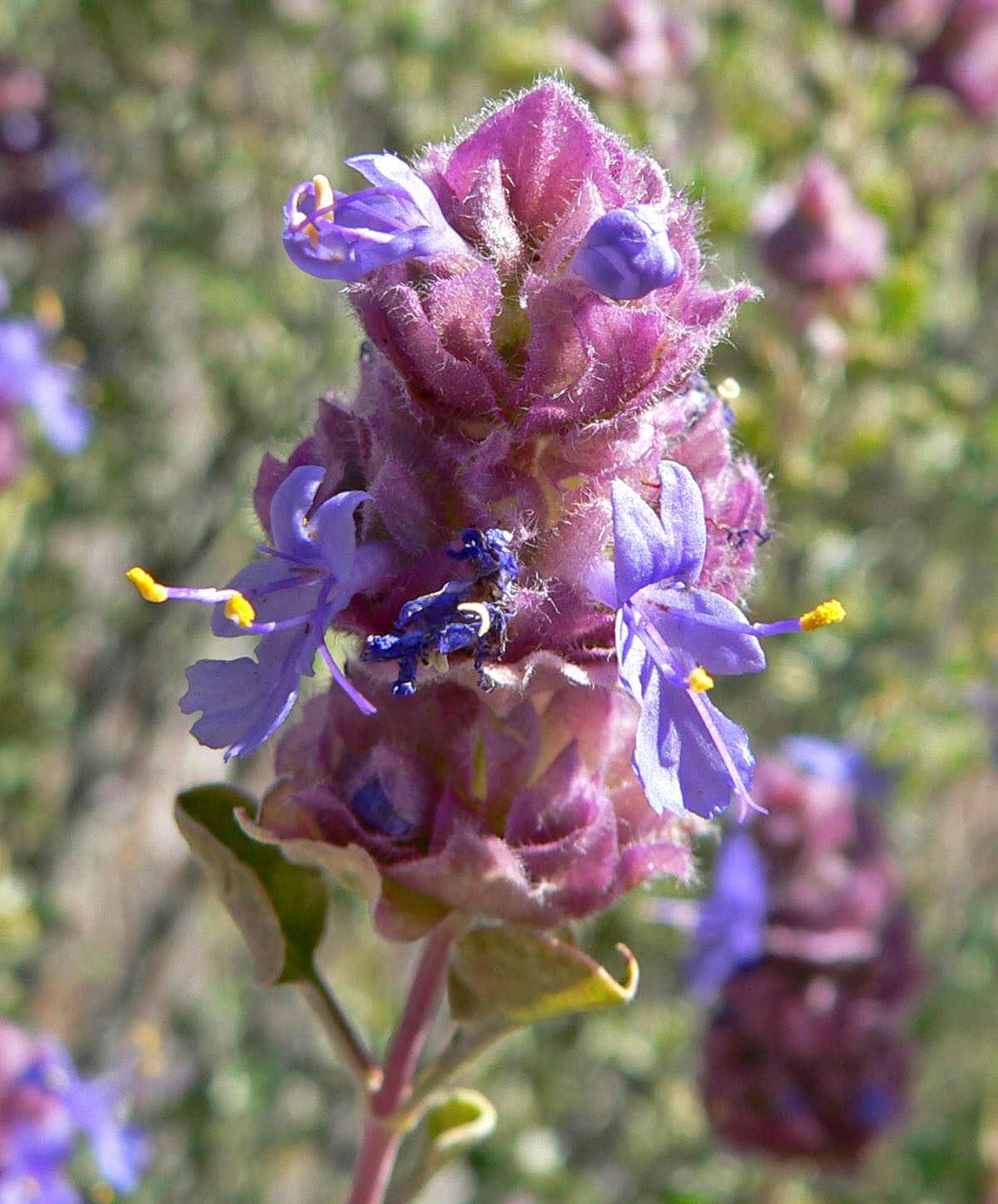
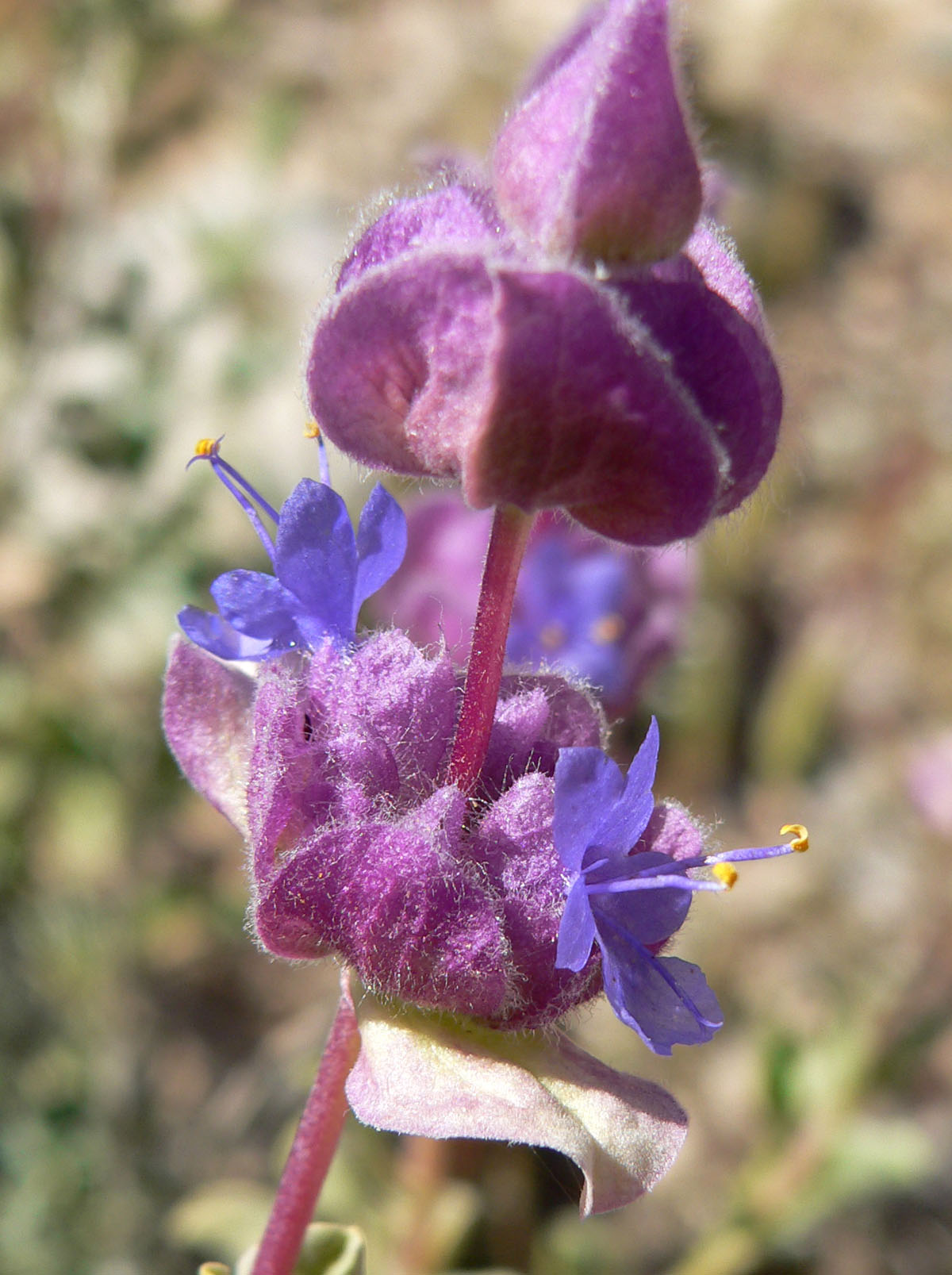